# Argiope protensa
Argiope protensaは、コガネグモ属のクモ。この属のものとしては小柄。longtailed orb-weaving spider とか tear drop spider と言う名で知られる。これは、腹部後端の背中側が大きく後ろに伸びているためである。この突出部はほとんど腹部本体部と同じ長さを持つ。
オーストラリアと、ニューギニアなどその周辺地域に分布する。比較的乾燥したところで、多数個体の網や卵嚢が集団をなして見られることがある。卵嚢は小さいながらもカップ型。